# Ngandong (Gantiwarno)
Ngandong is een bestuurslaag in het regentschap Klaten van de provincie Midden-Java, Indonesië. Ngandong telt 2135 inwoners (volkstelling 2010).